# Еріх Яшке
Еріх Яшке (нім. Erich Jaschke; 11 травня 1890, Данциг — 18 жовтня 1961, Гамбург) — німецький воєначальник, генерал піхоти вермахту. Кавалер Лицарського хреста Залізного хреста з дубовим листям.

## Біографія
Учасник Першої світової війни. Після демобілізації армії залишений в рейхсвері. З 1 червня 1933 року — референт з кулеметних частин в інспекції піхоти. З 1 вересня 1939 року — начальник штабу генерал-інспектора піхоти ОКГ. З 1 березня 1941 року — командир 90-го мотопіхотного полку 20-ї моторизованої дивізії. Учасник Німецько-радянської війни: з червня 1941 року брав участь в боях на центральній, з вересня — на північній ділянці фронту. Відзначився в боях біля Тихвіна. З 12 січня 1942 по 3 січня 1943 року — командир своєї дивізії, яка діяла в основному біля Волхова і Старої Русси. З 3 лютого 1943 року — командир 27-го, з 10 березня 1943 року — 55-го армійського корпусу. Учасник боїв під Орлом, Брянськом і Могильовом. З 16 жовтня 1943 року — генерал піхоти при ОКГ. В травні 1945 року взятий в полон американськими військами. 30 червня 1947 року звільнений.

## Звання
- Фанен-юнкер (12 червня 1909)
- Фанен-юнкер-унтерофіцер (1 вересня 1909)
- Фенріх (22 березня 1910)
- Лейтенант (16 листопада 1910)
- Оберлейтенант (22 березня 1916)
- Гауптман (1 жовтня 1922)
- Майор (1 квітня 1933)
- Оберстлейтенант (1 жовтня 1935)
- Оберст (28 лютого 1938)
- Генерал-майор (17 грудня 1941)
- Генерал-лейтенант (1 січня 1943)
- Генерал піхоти (1 травня 1943)

## Нагороди
- Залізний хрест
  - 2-го класу (5 листопада 1914)
  - 1-го класу (5 квітня 1915)
- Орден Церінгенського лева, лицарський хрест 2-го класу з мечами
- Королівський орден дому Гогенцоллернів, лицарський хрест з мечами (липень 1918)
- Нагрудний знак «За поранення»
  - в чорному (9 вересня 1918)
  - в сріблі (4 квітня 1936) — за 3 поранення.
- Почесний хрест ветерана війни з мечами
- Медаль «За вислугу років у Вермахті» 4-го, 3-го, 2-го і 1-го класу (25 років; 2 жовтня 1936) — отримав 4 нагороди одночасно.
- Медаль «У пам'ять 1 жовтня 1938» із застібкою «Празький град» (28 вересня 1939)
- Застібка до Залізного хреста
  - 2-го класу (31 травня 1940)
  - 1-го класу (8 липня 1941)
- Штурмовий піхотний знак в сріблі
- Лицарський хрест Залізного хреста з дубовим листям
  - лицарський хрест (4 грудня 1941)
  - дубове листя (№295; 7 вересня 1943)
- Медаль «За зимову кампанію на Сході 1941/42»